# Conchocarpus macrophyllus
Conchocarpus macrophyllus är en vinruteväxtart som beskrevs av Mikan. Conchocarpus macrophyllus ingår i släktet Conchocarpus och familjen vinruteväxter. Inga underarter finns listade i Catalogue of Life.